# 20139 Marianeschi
20139 Marianeschi este o planetă minoră (asteroid), cu un diametru de 2,944 km, din centura de asteroizi. A fost descoperită pe 19 august 1996 la osservatorio astronomico Santa Lucia Stroncone⁠(d) de Antonio Vagnozzi⁠(d). 
Obiectul prezintă o orbită caracterizată de o semiaxă mare de 2,3157465 UAi, o excentricitate de 0,26, o înclinație de 22,48467 ° în raport cu ecliptica.